# Février 1846

## Événements

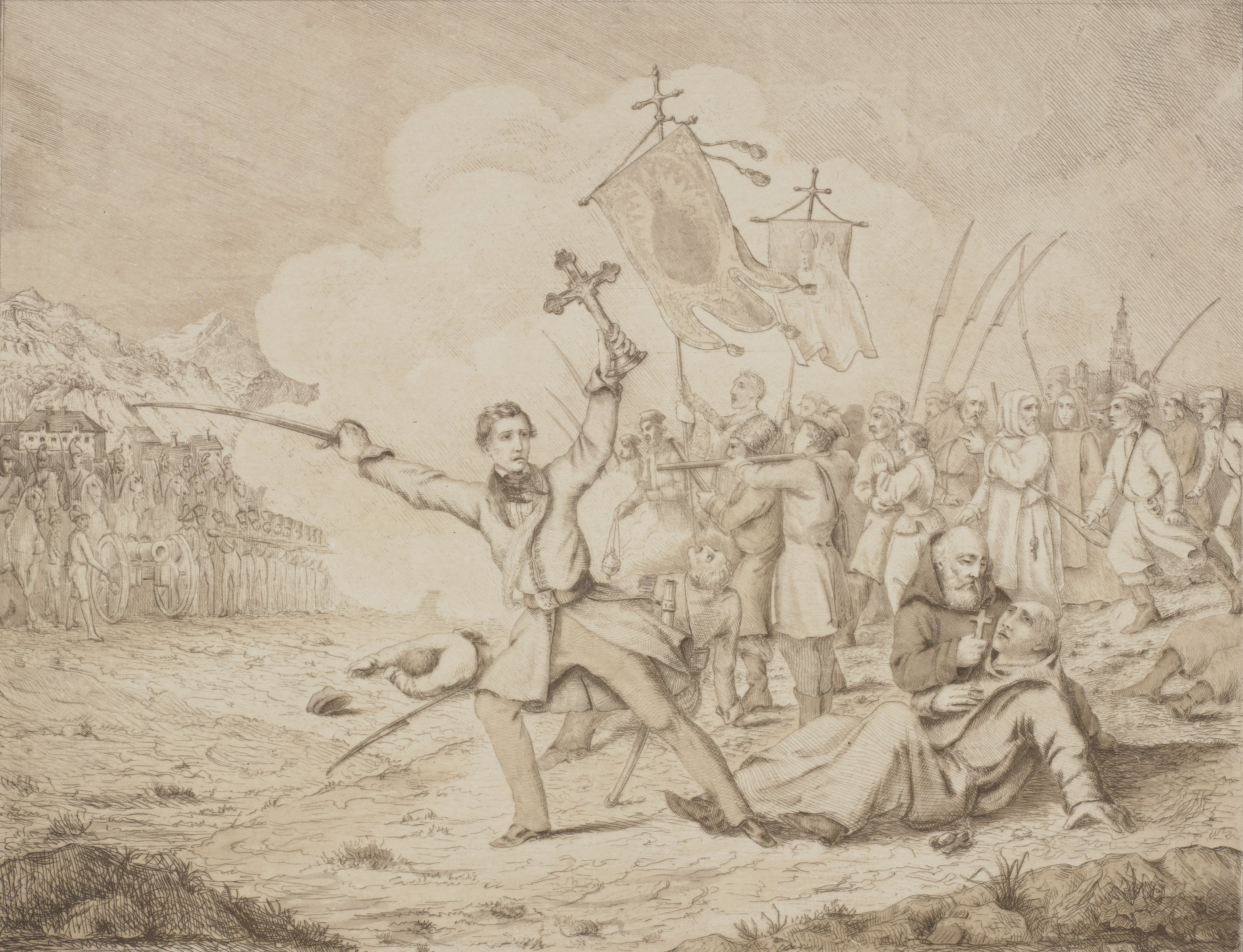
27 février : mort du révolutionnaire Edward Dembowski à Cracovie.

- 7 février, France : réapparition de Victor Hugo au Comité des monuments historiques.

- 10 février : les Sikhs sont vaincus à bataille de Sobraon, sur la rivière Sutlej. Les Britanniques occupent Lahore et annexent les territoires à l’est de la Sutlej, et les districts des montagnes.

- 11 février, France : Vigny refuse d'être présenté au roi au titre de nouvel académicien.

- 11 février - 5 avril (Espagne) : échec de Narvaez, qui s'exile en France.

- 14 février, France : discours de Victor Hugo à la Chambre des pairs : « Sur la propriété des œuvres d'art ».

- 18 février, France :
  - Ernest Goüin crée aux Batignolles la société en commandite par actions Ernest Goüin et Cie[1], un atelier de construction de locomotives à vapeur pour la Compagnie des chemins de fer du Nord.
  - Reprise, à la Porte-Saint-Martin, de Ruy Blas.

- 20 février : édit de tolérance en faveur du christianisme en Chine obtenu par le plénipotentiaire français Lagrené.

- 22 février : début d'une nouvelle insurrection en Pologne.

- 25 février : nouveau statut des villes en Russie, dû à Milioutine, peu appliqué.

## Naissances
- 7 février : Vladimir Makovski, peintre russe († 21 février 1920).
- 10 février : Ira Remsen (mort en 1927), chimiste américain.
- 26 février : Buffalo Bill (William Frederick Cody), américain († 1917).